# Attilio Lambertini
Attilio Lambertini (Viconovo, 3 giugno 1920 – Acapulco, 25 dicembre 2002) è stato un ciclista su strada italiano.
Professionista e indipendente tra il 1947 e il 1952, partecipò sei volte al Giro d'Italia e tre volte al Tour de France.

## Carriera
Fratello maggiore di Dino Lambertini, anch'egli ciclista, tra i dilettanti nel 1946 vinse una tappa e fu secondo della generale al Giro dell'Emilia di categoria, mentre nel 1947 fece sua la Coppa Caldirola, classica milanese per dilettanti.
Passato tra i professionisti nel maggio 1947 con i colori della Arbos, poche settimane dopo si piazzò secondo nella tredicesima tappa del Giro d'Italia 1947 a Padova. Nelle stagioni seguenti corse anche per la Viscontea e la Bartali, distinguendosi tra le file di quest'ultima come gregario di Gino Bartali. Concluse secondo nel Giro del Portogallo del 1949 e terzo nella tappa di Angers al Tour de France 1950, corso con i colori azzurri; fu inoltre settimo al Giro di Toscana 1952. Concluse la carriera agonistica nel 1952.

## Palmarès
- 1941 (dilettanti)

Coppa Vinceremo - Pescara
Gran Premio Venturini - Massa Lombarda
- 1946 (dilettanti)

6ª tappa Giro dell'Emilia dilettanti (Forlì > Modena)
- 1947 (Arbos, una vittoria)

Coppa Caldirola

## Piazzamenti

### Grandi Giri
- Giro d'Italia

1947: 40º
1948: 34º
1949: 38º
1950: 62º
1951: 63º
1952: 29º
- Tour de France

1948: 31º
1950: non partito (12ª tappa)
1951: fuori tempo massimo (7ª tappa)

### Classiche monumento
- Milano-Sanremo

1952: 14º
- Parigi-Roubaix

1952: 56º
- Giro di Lombardia

1950: 30º